# Ibne Tifiluite
Abubacar ibne Ibraim Alamir Abu Iáia Almassufi (Abu Bakr ibn Ibrahim al-amir Abu Yahya al-Massufi), segundo ibne Alcatibe, ou ibne Tifiluite (ibn Tifilwit), segundo ibne Abi Zar e o Hulal, foi um membro dos massufas do deserto do Saara. Aparece pela primeira vez em 1107/1108, quando era líder tribal. À época, visitou seu primo e indiscretamente falou em voz alta o nome da esposa dele por se encantar com sua beleza. Seu primo o insultou publicamente e ibne Tifiluite, agora desgraçado, viajou a Sijilmassa, onde se inteirou nos assuntos locais. Depois, foi a Marraquexe para se encontrar com emir Ali ibne Iúçufe (r. 1106–1143), que o recebeu em audiência e o presenteou com cavalos puro-sangue, roupas e mil dinares de ouro, que o receptor os deu a um ferreiro. Ali reconheceu sua nobreza e ofereceu a mão de sua irmã antes de enviá-lo ao Alandalus para conduzir jiade contra os cristãos. Após se distinguir nessa tarefa por alguns anos, ibne Tifiluite foi nomeado governador de Múrcia e então, em 1115, de Saragoça (Saracusta).
Em sua nova posição, em sucessão do assassinado Maomé ibne Alhaje, ibne Tifiluite lançou um campanha punitiva contra Barcelona. Por 20 dias, devastou o campo no entorno da cidade, queimando colheitas, desenraizando árvores e destruindo vilas. O conde Raimundo Berengário III (r. 1086–1131), que estava em campanha nas ilhas Baleares, voltou para o Condado de Barcelona apressadamente e enviou seu bispo ao Reino da França para buscar ajuda do rei Luís VI (r. 1108–1137) com o alerta de que em cinco dias os almorávidas chegariam a Montpellier e Saint-Gilles. Um exército combinado de castelhanos, aragoneses e franceses repeliu a campanha de ibne Tifiluite e o obrigou a voltar para Saragoça. Nos dois anos seguintes, ibne Tifiluite controlou Saragoça à moda dos reis das taifas, trajando vestes e regalias e se seduzindo por prazeres cortesões, como o consumo descomedido de vinho.
Apesar da insistente pressão cristã ao norte, sobretudo na figura do rei Afonso I (r. 1104–1134), conseguiu um controle relativamente seguro sobre Saragoça e toda a parte nordeste do Alandalus. Em 1116, atacou Rueda e sitiou Imade Adaulá em Borja, segundo ibne Idari, até alcançar acordo impreciso com os citadinos. Em meados de 1117, Afonso retomou sua pressão. No começo, Abedalá ibne Mazdali partiu de Granada a Saragoça, obrigando o rei a recuar temporariamente, mas antes do fim do combate ibne Tifiluite foi morto. Sua morte facilitou as investidas cristãs na região, uma vez que Ali não foi capaz de substituí-lo em tempo hábil.